# Fizykoterapia
Fizykoterapia – jedna z form fizjoterapii i część medycyny fizykalnej, w której na organizm oddziałuje się rozmaitymi bodźcami fizycznymi, pobieranymi z natury (Słońce, borowina) lub wytwarzanymi specjalnymi urządzeniami (krioterapia, prądy różnego rodzaju).
Fizykoterapię można podzielić na:
- Elektroterapia
  - Prąd stały
    - Galwanoterapia
    - Jontoforeza (Jonoforeza)
    - Kąpiele elektryczno-wodne

  - Prąd małej częstotliwości
    - Elektrostymulacja
    - Impulsy trójkątne
    - Impulsy prostokątne
    - Prąd faradyczny
    - Prąd neofaradyczny
    - Przezskórna stymulacja nerwów - TENS

  - Prądy diadynamiczne - Prądy DD, czyli prądy Bernarda
  - Prąd średniej częstotliwości
    - Prądy interferencyjne Nemeca
    - Prądy stereointerferencyjne
    - Modulowane prądy średniej częstotliwości

- Pola elektromagnetyczne wielkiej częstotliwości
  - Diatermia krótkofalowa
  - Diatermia mikrofalowa

- Magnetoterapia - oddziaływanie polem magnetycznym
  - Magnetostymulacja
- Ultrasonoterapia - Ultradźwięki

- Aerozoloterapia - Wziewania
- Haloterapia

- Balneoterapia
  - Woda mineralna
  - Borowina
  - Kąpiel
    - Kąpiel solankowa
    - Kąpiel kwasowęglowa
    - Kąpiel siarkowodorowa

- Klimatologia i lecznictwo uzdrowiskowe

- Laseroterapia

- Helioterapia - kąpiele słoneczne

- Światłolecznictwo - fototerapia, helioterapia 
  - Promieniowanie podczerwone
  - Promieniowanie nadfioletowe

- Hydroterapia - kąpiele, półkąpiele, natryski, polewania, okłady w tym
  - Bicze szkockie
  - Zimne prysznice

- Termoterapia - oddziaływanie temperaturą
  - Zimnolecznictwo - oddziaływanie zimnem
    - ogólnoustrojowe z zastosowaniem tzw. mokrego zimna
      - kąpiele w wodzie z lodem, morsowanie

    - metoda leczenia tzw. suchym zimnem - krioterapia
      - miejscowa - np. owiewanie zimnym powietrzem
      - ogólna - zabieg w kriokomorze

  - Ciepłolecznictwo - oddziaływanie ciepłem 
    - Sauna
    - Łaźnia sucha - Łaźnia rzymska
    - Parafina